# Власіха (село, Барнаульський міський округ)
Власі́ха (рос. Власиха) — село у складі Барнаульського міського округу Алтайського краю, Росія.

## Населення
Населення — 9160 осіб (2010; 4724 у 2002).
Національний склад (станом на 2002 рік):
- росіяни — 94 %